# 滋賀県道546号野瀬下山田線
滋賀県道546号野瀬下山田線（しがけんどう546ごう のせしもやまだせん）は、滋賀県長浜市を通る一般県道である。

## 概要
長浜市野瀬町から長浜市小谷上山田町に至る。以前は長浜市谷口町から長浜市小谷上山田町までの山地で道路が途絶えていた。
長浜市寺脇町から長浜市小谷上山田町の山越え区間は、杉林の中を通るほぼ全線離合困難な1.0車線のいわゆる険道区間であるため実用路としては適さない。

### 路線データ
- 起点：長浜市野瀬町（滋賀県道264号高山長浜線交点）
- 終点：長浜市小谷上山田町（滋賀県道278号上山田八日市線交点）
- 総延長：7.5 km

## 地理

### 通過する自治体
- 長浜市

### 交差する道路
| 交差する道路                | 交差する場所 | 交差する場所 |
| --------------------------- | ------------ | ------------ |
| 滋賀県道264号高山長浜線     | 野瀬町       | 起点         |
| 滋賀県道277号谷口高畑線     | 谷口町       |              |
| 滋賀県道278号上山田八日市線 | 小谷上山田町 | 終点         |

### 沿線
- 長浜警察署 野瀬警察官駐在所
- 野瀬簡易郵便局
- NTT西日本 滋賀支店浅井東別館
- 中山神社
- 浄土真宗本願寺
- 円徳寺
- 清休寺